# Bokod
Bokod es un municipio filipino de cuarta categoría perteneciente a  la provincia de Benguet en la Región Administrativa de La Cordillera.

## Geografía
El municipio limita al norte con Kabayan; al sur con Itogon; al oeste con Atok; y al este con Kayapa en la provincia de  Nueva Vizcaya. Bokod Es el segundo municipio más extenso de Benguet, ocupando el  13,40% de la superficie total de esta provincia.
Tiene una extensión superficial de 274.96 km² y según el censo del 2007, contaba con una población de 12.913habitantes y 2.242 hogares; 12.648 habitantes el día primero de mayo de 2010

### Barangayes
Bokod se divide administrativamente en 10 barangayes o barrios, todos de  carácter rural.
| - Ambuclao - Bila - Bobok-Bisal | - Daclan - Ekip - Karao | - Kawal - Nawal - Pito | - Población - Tikey |

## Lugares de interés
- Monte Kamaltakán,  se trata de un  bosque comunal de  la comunidad de Bobok-Bisal.[5]
- Manantial de azufre de Badekbek (Daclan Hot Springs), situado en Daclan, se trata de un manantial burbujeante de barro sulfúrico, de ahí el nombre "Badekbek". El humo y olor sulfúrico emitido puede ser visto y oldo desde lejos. Las aguas termales  tienen efectos terapéuticos.
- Mirador de Palansa, desde Bila,  en una de las rutas de acceso al monte Pulag, el segundo  más alto del Archipiélago. El mirador ofrece una vista panorámica de Pigingan y las terrazas de arrozales, la presa Ambuklao y la romántica puesta del sol al atardecer.
- Montaña y lago de Mariano, en Daclan, zona de acampada, lago cristalino, ideal para la pesca.
- Río Banao,  en Ambuklao, se trata de uno de los afluentes del río Agno,  campamentos, natación y  pesca.
- Cataratas del Bolo-Bolo, en Nawal, el barangay más alejado de Bokod, paraje inaccesible.  La belleza de las cascadas refresca el alma cansada después de la fatigosa caminata.
- Túnel de Tael,  utilizado como hospital militar por  los soldados japoneses durante la Segunda Guerra Mundial.